# Author Emeritus
Az Author Emeritus egy irodalmi díj, amelyet minden évben az Amerikai Science Fiction és Fantasy Írók Egyesületének (Science Fiction and Fantasy Writers of America; SFWA) tagjai ítélnek oda egy senior sci-fi-írónak. A díjat a Nebula-díj bankettjén adják át.

## Díjazottak
- 1995: Emil Petaja
- 1996: Wilson Tucker
- 1997: Judith Merril
- 1998: Nelson S. Bond
- 1999: William Tenn
- 2000: Daniel Keyes
- 2001: Robert Sheckley
- 2003: Katherine MacLean
- 2004: Charles L. Harness
- 2006: William F. Nolan[1]
- 2007: D.G. Compton
- 2008: Ardath Mayhar[2]
- 2009: M. J. Engh
- 2010: Neal Barrett, Jr.

## Fordítás
- Ez a szócikk részben vagy egészben  az   Author Emeritus című angol Wikipédia-szócikk fordításán alapul.  Az eredeti cikk szerkesztőit annak laptörténete sorolja fel. Ez a jelzés csupán a megfogalmazás eredetét és a szerzői jogokat jelzi, nem szolgál a cikkben szereplő információk forrásmegjelöléseként.